# Dragoș Diculescu
Dragoș Andrei Diculescu (Bucarest, 25 agosto 1999) è un cestista rumeno.